# Franz Konrad (kierowca wyścigowy)
Franz Konrad (ur. 8 czerwca 1951 roku w Grazu) – austriacki kierowca wyścigowy.

## Kariera
Konrad rozpoczął karierę w wyścigach samochodowych w 1975 roku od startów w Deutsche Rennsport Meisterschaft, gdzie jednak nie zdobywał punktów. W późniejszych latach pojawiał się także w stawce European GT Championship, Niemieckiej Formuły 3, Europejskiej Formuły 3, Procar BMW M1, Europejskiej Formuły 2, Grand Prix Makau, European Endurance Championship, FIA World Endurance Championship, Europejskiego Pucharu Formuły 3, Porsche 944 Turbo Cup, All Japan Sports-Prototype Championship, World Sports-Prototype Championship, Supercup, All Japan Sports Prototype Car Endurance Championship, Interserie, 24-godzinnego wyścigu Le Mans, Sportscar World Championship, Mil Milhas Brasileiras, ADAC GT Cup, Global GT Championship, FIA GT Championship, American Le Mans Series, Sports Racing World Cup, Grand American Rolex Series, European Le Mans Series, Le Mans Endurance Series oraz Toyo Tires 24H Series.
W Europejskiej Formule 2 Austriak startował w latach 1980-1982. Jednak w żadnym z czterech wyścigów, w których wystartował, nie zdołał zdobyć punktów.
W 1976 roku Konrad założył zespół Konrad Motorsport, który w ostatnich latach znajduje się w stawce głównie wyścigów Porsche. Jest to jeden z najbardziej utytułowanych zespołów Porsche Supercup oraz Niemieckiego Pucharu Porsche Carrera.